# Jerzy Czarnota
Jerzy Czarnota (ur. 2 lipca 1944 w Dzierzkowicach) – polski poeta, duchowny rzymskokatolicki, ksiądz. Debiutował na łamach prasy w 1972 roku. 

## Działalność duszpasterska
Ukończył Wyższe Metropolitalne Seminarium Duchowne w Warszawie, i 24 maja 1970 otrzymał święcenia kapłańskie z rąk metropolity Stefana Wyszyńskiego.
Od 1971 do 1975 był wikariuszem w parafii świętych Apostołów Piotra i Pawła w Warszawskich Pyrach
Od sierpnia 1980 do czerwca 1985 był wikariuszem parafii św. Stanisława Kostki w Warszawie.
Od 1990 do 1992 był proboszczem parafii Opieki Matki Bożej Bolesnej w Nowym Mieście nad Pilicą, która to w wyniku reorganizacji, bullą papieża Jana Pawła II Totus Tuus Poloniae populus znalazła się w granicach nowo utworzonej diecezji łowickiej. 
Od 2008 do 2020 był proboszczem parafii Wniebowzięcia Najświętszej Maryi Panny w Suserzu, a następnie jako emeryt zamieszkał w domu kapłana seniora.

## Współpraca ze Służbą Bezpieczeństwa PRL
Według zasobu archiwalnego Instytutu Pamięci Narodowej pozyskany jako alumn do współpracy przez Służbę Bezpieczeństwa w 1964 (zarejestrowany jako tajny współpracownik SB Rolando), później pozyskany ponownie jako TW Poeta (co najmniej do 1988, nr 24733). 

## Wydał tomiki poezji
- Cień przychodzącego (1977)
- Migotanie zegarów (1981)
- Horyzonty pionowe (1987)